# Lumix (disc jockey)
Lumix, pseudonimo di Luca Michlmayr (Rohrbach-Berg, 23 luglio 2002), è un disc jockey austriaco con cittadinanza italiana.
Ha rappresentato l'Austria all'Eurovision Song Contest 2022 con il brano Halo in collaborazione con Pia Maria.

## Biografia
Lumix nasce il 23 luglio 2002 a Rohrbach-Berg, da padre austriaco e madre italiana. Perfettamente bilingue, ha iniziato a pubblicare sue canzoni originali e remix sui suoi account Soundcloud e YouTube all'età di 11 anni. Dopo essere stato notato dall'etichetta indipendente svedese Bounce United, ha pubblicato i suoi primi singoli nel 2018.
È salito alla ribalta a livello internazionale nel 2019, quando il suo remix di Monster di Meg & Dia, che aveva originariamente pubblicato su Soundcloud nel 2017, è divenuto virale. Dopo aver remixato il brano con Gabry Ponte, ha pubblicato il singolo su Spinnin' Records. Monster ha ottenuto due dischi di platino in Austria e un disco di platino rispettivamente in Francia, Germania e Polonia, oltre ai suoi primi dischi d'oro in Danimarca e Italia. Con 80 settimane trascorse nella classifica dei singoli tedesca con un picco alla 20ª posizione, è uno dei singoli più longevi nella storia della hit parade.

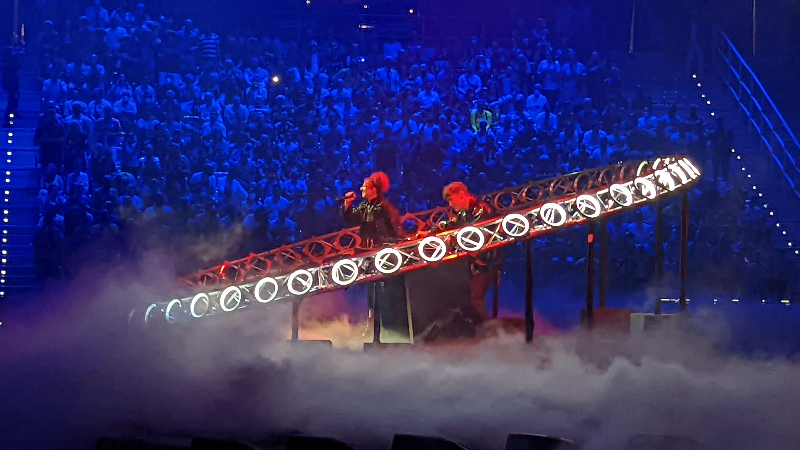
Lumix e Pia Maria mentre si esibiscono durante la prima semifinale dell'Eurovision Song Contest a Torino, 10 maggio 2022

Nel 2020 ha remixato con D.T.E., Gabry Ponte e Mokaby la hit degli anni '70 di Iggy Pop The Passenger, pubblicandola con il titolo The Passenger (LaLaLa), con cui ha ottenuto il suo terzo disco di platino dalla IFPI Austria. Nell'estate del 2021 ha collaborato con Orange Inc e Séb Mont a Champion, inno ufficiale del campionato europeo di League of Legends. Più tardi nello stesso anno ha prodotto insieme a Gabry Ponte e Prezioso la hit Thunder, il suo primo ingresso nella classifica italiana, dove ha raggiunto la top 50, nonché il suo primo disco di platino dalla Federazione Industria Musicale Italiana. La sua prima nomination nell'ambito degli Amadeus Austrian Music Awards, il principale riconoscimento musicale austriaco, è stata ricavata nella categoria di elettronica/dance.
Nel febbraio 2022 è stato annunciato che l'emittente radiotelevisiva pubblica ORF l'ha selezionato come rappresentante austriaco all'Eurovision Song Contest 2022 a Torino. Il suo brano, Halo, che vede tra gli autori Gabry Ponte, e con la partecipazione vocale di Pia Maria, è stato pubblicato il successivo 11 marzo. Nel maggio successivo Lum!x e Pia Maria si sono esibiti durante la prima semifinale della manifestazione europea, dove si sono piazzati al 15º posto su 17 partecipanti con 42 punti totalizzati, non riuscendo a qualificarsi per la finale.

## Discografia

### Singoli
- 2018 – Bounce United (700k)
- 2018 – Bounce United (1 Million) (con Helion, Mike Emilio e Bounce United)
- 2018 – Underground (con Moha)
- 2019 – Jägermeister
- 2019 – Waiting for Me (con Moha)
- 2019 – Monster (con Gabry Ponte)
- 2020 – The Passenger (LaLaLa) (con D.T.E., Gabry Ponte e Mokaby)
- 2020 – Scare Me (con KSHMR e Gabry Ponte)
- 2021 – Major Tom (con Hyperclap feat. Peter Schilling)
- 2021 – Annie Are You OK (con Nick Strand e Mio)
- 2021 – Secrets (con Sølo)
- 2021 – Thunder (con Gabry Ponte e Prezioso)
- 2021 – Champion (con Orange Inc e Séb Mont)
- 2021 – Trick or Treat (con Mmolow)
- 2022 – Halo (feat. Pia Maria)
- 2022 – We Could Be Together (con Gabry Ponte e Daddy DJ)
- 2022 – Where Do We Go (con i DVBBS)

#### Remix
- 2018 – Chiraq (Lumix & Myhr Remix) (con Alfons e Myhr)
- 2019 – All Around the World (La La La) [Lumix Remix] (con R3hab e gli A Touch of Class)
- 2019 – Perfect (Lumix Remix) (con Lucas & Steve feat. Haris)
- 2020 – In Your Eyes (Lumix Remix) (con Robin Schulz feat. Alida)
- 2020 – 5 Miles (Lumix Remix) (con James Blunt)
- 2020 – Paper Thin (Lumix Remix) (con Illenium e gli Angels & Airwaves)
- 2021 – Nirvana (Lumix & Gabry Ponte Remix) (con A7S e Gabry Ponte)
- 2021 – No Beef (Lumix Remix) (con Steve Aoki e Afrojack)